# Heli
Heli es una película independiente mexicana dirigida por Amat Escalante. La película aborda el tema del narcotráfico en México. Se estrenó en 2013, en la sexagésima edición del festival de Cannes, donde fue objeto de críticas desiguales por su contenido violento.

## Sinopsis
La historia inicia con dos personas secuestradas, que son transportadas en la caja de una camioneta. Cuando sus captores llegan a un puente peatonal deciden colgar uno de los cuerpos, dejando al otro intacto.
Heli (Armando Espitia) es un hombre recién casado y que es padre de un bebé de pocos meses de edad. Él vive con su hijo, su esposa, su padre y su hermana menor, Estela (Andrea Vergara) en un pequeño pueblo de Guanajuato. En la localidad, la mayoría de los habitantes son militares, narcotraficantes o trabajadores de una planta de armado de automóviles establecida ahí.
Estela, de 13 años, se enamora de Beto (Eduardo Palacios), un chico de 17 años que entrena para ser militar. Beto intenta convencer a Estela de tener relaciones sexuales con él, pero ella se niega por temor a quedar embarazada, y las consecuencias de ello, por lo que Beto le propone huir del pueblo para casarse en secreto. Para obtener el dinero necesario para su huida Beto roba dos paquetes de cocaína decomisada, los cuales piensa revender, pidiéndole a Estela que los oculte en su casa. Heli descubre los paquetes en el tinaco de la casa, y al no querer involucrarse en el narcotráfico decide deshacerse de ellos, tirándolos a un estanque. Cuando los militares descubren esto, deciden matar a Beto, quien los traicionó, y a Helli, lo dejan vivo  tirado. Cuando llegan a casa de Heli, matan a balazos a su padre, y se llevaron a Heli y a Estela.
Después de un tiempo Estela regresa a casa traumada por lo vivido y con un embarazo como resultado, por lo que Heli decide tomar venganza hacia los secuestradores.

## Premios y nominacions
- Festival de Cannes[4]

| Año  | Categoría      | Resultado |
| ---- | -------------- | --------- |
| 2013 | Palma de Oro   | Finalista |
| 2013 | Mejor director | Ganador   |

- Festival Internacional del Nuevo Cine Latinoamericano de La Habana[5]

| Año  | Categoría                     | Resultado |
| ---- | ----------------------------- | --------- |
| 2013 | Mejor película (Premio Coral) | Ganadora  |

- Festival Internacional de Cine de Viña del Mar[6]

| Año  | Categoría                    | Resultado |
| ---- | ---------------------------- | --------- |
| 2014 | Mejor película (Premio Paoa) | Ganadora  |
| 2014 | Mejor director               | Ganador   |

- Premios Platino[7]

| Año  | Categoría      | Candidato      | Resultado |
| ---- | -------------- | -------------- | --------- |
| 2014 | Mejor Película |                | Nominada  |
| 2014 | Mejor Director | Amat Escalante | Ganador   |

- Premios Ariel[9]

| Año  | Categoría                   | Candidato                                                                          | Resultado |
| ---- | --------------------------- | ---------------------------------------------------------------------------------- | --------- |
| 2014 | Mejor película              |                                                                                    | Nominada  |
| 2014 | Mejor director              | Amat Escalante                                                                     | Ganador   |
| 2014 | Mejor actor                 | Armando Espitia                                                                    | Nominado  |
| 2014 | Mejor coactuación masculina | Juan Eduardo Palacios                                                              | Nominado  |
| 2014 | Mejor coactuación femenina  | Linda González Hernández                                                           | Nominada  |
| 2014 | Mejor guion original        | Amat Escalante y Gabriel Reyes                                                     | Nominados |
| 2014 | Mejor edición               | Natalia López                                                                      | Nominada  |
| 2014 | Mejor fotografía            | Lorenzo Hagerman                                                                   | Nominado  |
| 2014 | Mejor sonido                | Sergio Díaz, Catriel Vildosola y Vincent Arnardi                                   | Nominados |
| 2014 | Mejor diseño de arte        | Daniela Schneider                                                                  | Nominada  |
| 2014 | Mejor vestuario             | Daniela Schneider                                                                  | Nominada  |
| 2014 | Mejor maquillaje            | Jorge Fuentes                                                                      | Nominado  |
| 2014 | Mejores efectos visuales    | Juanma Nogales, Ana Rubio, Andrés Martínez, Eduardo Villadoms y Rodrigo Echevarría | Nominados |
| 2014 | Mejores efectos especiales  | Alejandro Vázquez', José Luis Pérez' y Carlos Ochoa'                               | Nominados |

- Premio Iberoamericano de Cine Fénix (2014)

| Mejor director | Amat Escalante                 | Ganador |
| Mejor guion    | Amat Escalante y Gabriel Reyes | Ganador |